# Категория множеств
Катего́рия мно́жеств — категория, объекты которой — множества, а морфизмы между множествами A и B — все функции из A в B. Обозначается Set. В аксиоматике Цермело — Френкеля «множества всех множеств» не существует, а работать с понятием класса не очень удобно; для этой проблемы было предложено несколько различных решений.

## Свойства категории множеств
- Все эпиморфизмы в Set сюръективны, все мономорфизмы — инъективны, и все изоморфизмы — биекции.
- Пустое множество — начальный объект категории множеств, любой синглетон — терминальный объект.
- Категория Set — полная и кополная категория. Например, в ней существуют произведения (декартовы произведения множеств) и копроизведения (дизъюнктные объединения множеств).
- Set — прототип понятия конкретной категории, категория конкретна, если она «похожа на» Set некотором строго определенным образом.
- Любое двухэлементное подмножество задает классификатор подобъектов в Set, степенной объект множества A является его булеаном, а экспоненциал множеств A и B — множество функций из A в B. Следовательно Set является топосом, в частности, декартово замкнутой категорией.
- Set не является абелевой, аддитивной или предаддитивной. Её нулевые морфизмы — это пустые функции ∅ → X[4].
- Каждый не начальный объект Set инъективен и (предполагая истинной аксиому выбора) проективен.